# Verunić
Verunić (Verona) je mjesto na Dugom Otoku u Republici Hrvatskoj

## Zemljopis
Verunić je  malo naselje s uređenom šetnicom uz more i dvije lučice na krajnjem sjeverozapadnom dijelu Dugog otoka, na obali uvale Čuna (dubine do 4 metra) koju uski kanal spaja s velikim zaljevom Pantera koji nalikuje laguni. Sva naselja na Dugom otoku administrativno pripadaju Općini Sali a najbliža Veruniću su Veli Rat sa zaseokom Polje (preko puta "vale"), Soline i preko Božavskog vrha iznad Solina Božava a u blizini je nadaleko poznata plaža Sakarun, najljepša "divlja" pješčana plaža na Jadranu, te plaže bijelih stijena s oblucima pored svjetionika Veli Rat (Lanterna "Punta Bianka"). Kada se cestom prijeđe Božavski vrh može se stati na parking uz cestu te uživati u pogledu prema uvalama Sakarun, Čuna, Pantera i Solinskoj vali Solišćica, otočiću Mežanj na otvorenom moru ispred Dugog otoka ("u kulfu") te pučinskim otocima zadarskog otočja SZ od Dugog otoka (Lagnići, Tramerka, Ist, Silba Premuda...) koji je proglašen jednim od najljepših pogleda na Mediteranu. Jedno je od rijetkih naselja okrenuto prema otvorenom moru a time i suncu te može ponijeti naziv mjesta sa sunčane stane Dugog otoka.
Od prvih do zadnjih kuća uz kamenu šetnicu uz more ima 8 "mulića" tj. malih gatova za privez brodica. Uz uređenu obalu uz samo mjesto mještani koriste još dvije lučice: Lokva - na sjeveru uz najveće obradivo polje i Lučica (na istoku prema naselju Soline). U domaćem dijalektu (u kojem je dosta riječi starog mletačkog jezika) koristi se naziv naselja Verona a mještani se nazivaju Verunke i Veronjani. 

## Stanovništvo
Prema  Popisu stanovništva 2001. Državnog zavoda za statistiku u Veruniću je bilo stalno naseljeno 57 stanovnika (23 starijih od 65 godina). Dosta mještana porijeklom iz Verunića živi i radi osim u Zadru, kao najbližem gradu, u Biogradu na Moru, Splitu, Rijeci, Poreču, Zagrebu te Njemačkoj, Francuskoj, Sjedninjenim Američkim Državama i Australiji. 
| broj stanovnika |       |       | 77    | 49    | 61    | 48    |       | 103   | 99    | 105   | 97    | 80    |       |       | 57    | 40    | 54    |
|                 | 1857. | 1869. | 1880. | 1890. | 1900. | 1910. | 1921. | 1931. | 1948. | 1953. | 1961. | 1971. | 1981. | 1991. | 2001. | 2011. | 2021. |

## Spomenici i znamenitiosti
Baroknoa crkva Gospe od Karmena iz 1697. godine sa starim grobljem po kojoj se svake godine na blagdan Gospe od Karmena 16. srpnja održava fešta uz program koji organizira Verunska mladež.
Sjeverozapadni dio Dugog otoka proglašen je zaštićenim krajobrazom, u srcu kojeg je Verunić, i to pod zaštitom   Arhivirana inačica izvorne stranice od 21. svibnja 2009. (Wayback Machine) Javne ustanove za upravljanje zaštićenim dijelovima prirode na području zadarske županije uz obrazloženje da ovaj kraj "...ide u red jednog od najzanimljivijih i najljepših predjela zadarskog otočja. Ovo proizlazi ponajprije iz svojstava obale, koja je veoma razvedena i raščlanjena te tvori jedinstvenu panoramu uvala, zaljeva, poluotoka i nekih prevlaka. Sljedeća kvaliteta ove zone je vegetacijska slika. Zastupljene su karakteristične mediteranske zajednice gariga, makije i borovih šumaraka (alepski i crni bor). Razvedenost kopna se nastavlja i pod morem te nailazimo na brojne plićake, grebene i sl. koji uvjetuju specifičnu bogatu biocenozu (ihtiofaunu, školjke i dr.)."

## Gospodarstvo
Glavne gospodarske grane su turizam, ribarstvo i poljoprivreda. U sklopu TZ Općine Sali smještena je u Bra'skoj kući (Bratska kuća - zgrada sagrađena doprinosom svih mještana).[rečenica nema smisla]

## Sigurnost
2011. u mjestu je postavljena mjerna postaja za mjerenje razine radioaktivnosti u zraku za Sustav pravodobnog upozoravanja na nuklearnu nesreću (SPUNN) Državnog zavoda za radiološku i nuklearnu sigurnost Republike Hrvatske. Omogućuje alarmiranje u slučaju povišenja razine radioaktivnosti u okolišu, te osigurava ulazne podatke za procjenu doza za stanovništvo.

## Vanjske poveznice
- Dugi otok

|  | Portal Hrvatske – Pristup člancima s tematikom o Hrvatskoj. |